# 쿠어스 라이트
쿠어스 라이트(영어: Coors Light)는 콜로라도주 골든, 조지아주 올버니, 엘크턴, 텍사스주 포트워스, 캘리포니아주 어윈데일, 위스콘신주 밀워키, 뉴브런즈윅주 멍크턴에서 제조되는 알코올 도수 4.2% (캐나다의 4.0 %)의 라이트 맥주이다 쿠어스가 1978년에 처음으로 새상하였다. 캐나다에서는 알코올 도수가 4.0%이며 몰슨 쿠어스가 제조한다.